# Schwimmbad Lazdynai

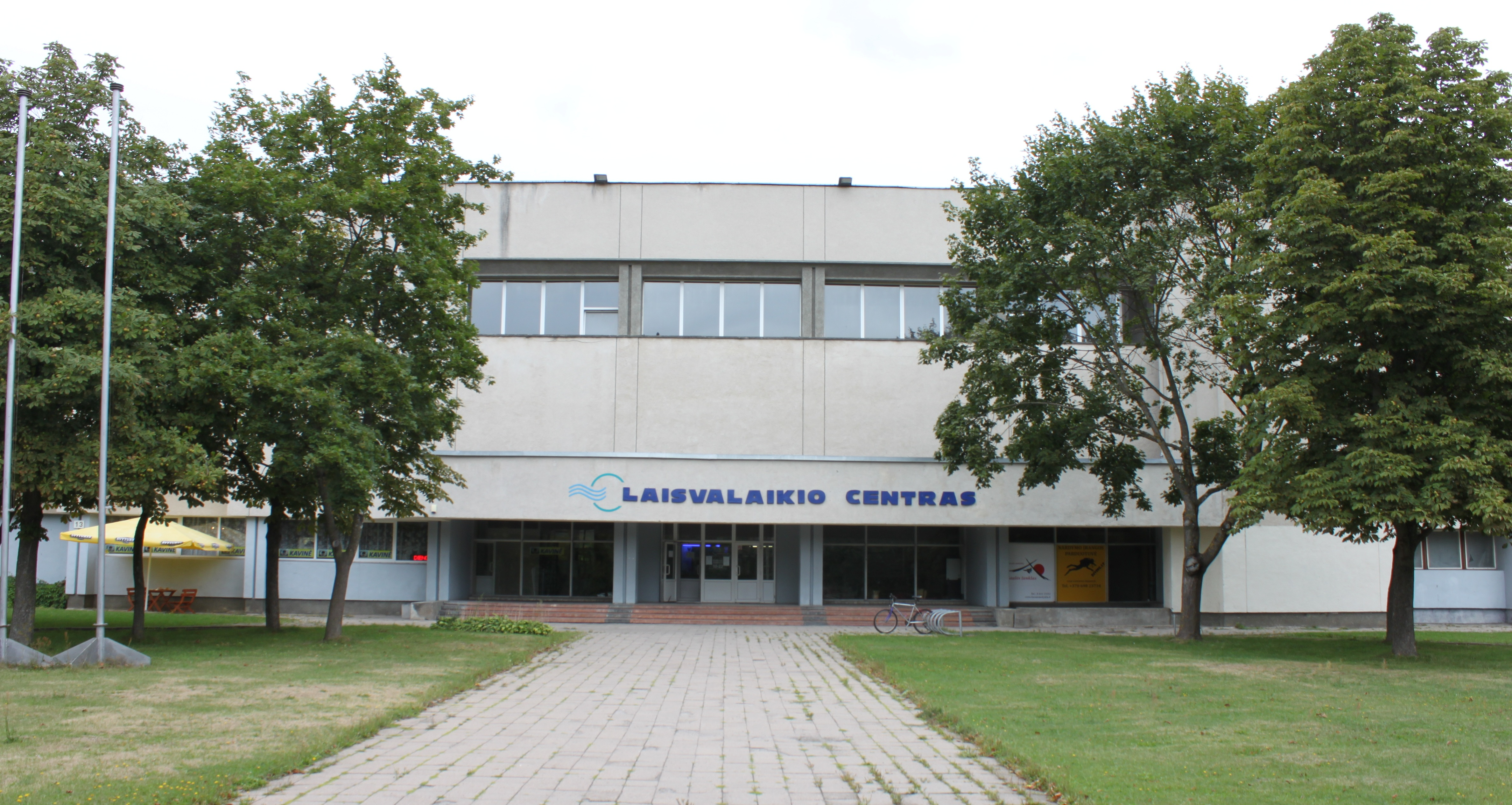
Schwimmbad Lazdynai, 2014

Das Schwimmbad Lazdynai (lit. Lazdynų baseinas) ist ein Schwimmbad in der litauischen Hauptstadt Vilnius, im Stadtteil Lazdynai, das einzige 50-Meter-Schwimmbad in Vilnius.

## Geschichte
1980 wurde der Wassersport-Palast (Vandens sporto rūmai) gebaut. Der Architekt war Edmundas Stasiulis. 
2013 entschied der Rat der Stadtgemeinde Vilnius, das Schwimmbad zu rekonstruieren. Im Juni 2017 fand hier das Modern Pentathlon 2017 World Cup Final der Weltmeisterschaften im Modernen Fünfkampf statt. Im Juli 2017 wurde das Schwimmbad geschlossen. Bis voraussichtlich 2019 findet die Renovierung im Wert von 21,8 Mio. Euro statt.